# 亞拉姆語

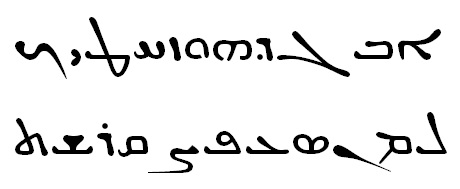
阿拉姆字母

亞蘭語（𐡀𐡓𐡌𐡉𐡀，羅馬化：Arāmāyā；Jewish Babylonian Aramaic：）又稱阿拉米語、亞蘭語、阿拉美語或阿辣米语，是閃米特語族的一种语言，与希伯来语和阿拉伯语同屬一個語族。
阿拉姆語有3000年的历史，是世界上少数存活了上千年的古老语言之一。它是旧约圣经中的以斯拉记及但以理书书写时所用的语言，并被认为是耶稣基督时代的犹太人日常時的用语。一些學者更認為耶稣基督是以這種语言傳道，被以通行於東地中海的普通希臘文記錄下來。
现在，还有许多居住在伊拉克、叙利亚、黎巴嫩、亚美尼亚、瑞典、美国、西欧、拉丁美洲等国家和地区的亚述人及部分阿拉姆人（即阿拉美亚人）后裔使用阿拉姆語。

## 地理分布
在公元前12世纪，以阿拉姆語为母语的阿拉姆人，开始大量迁入现在的叙利亚、伊拉克和东安纳托利亚地区。阿拉姆語因此变得越来越通行，它开始在整个地中海东部的沿海地区传播开，一直传播到底格里斯河的东部。随着犹太人移民的进入，阿拉姆語也被带进了北非和欧洲，基督教传教士把它带进波斯、印度，甚至大唐。但从7世纪中叶起，阿拉伯語取代阿拉姆語成为中东的通用语言。然而，在犹太人、曼达教信徒和基督徒中阿拉姆语作为一种文学和礼拜仪式的语言保存了下来。今天，在原本受阿拉姆語影響的範圍內還有少數個別且分散的群體在使用這一個語言。最近兩個世紀以來的社會動盪促使講阿拉姆語的人被分散到世界各地去，這當中包括以它為母語的人及使用它作為文學和禮拜儀式的人。阿拉姆語被现代亚述人当做唯一的民族语言。
阿拉姆語实际上是一群相關的语言，而不是单一的一种语言。阿拉姆語悠長的歷史，其廣泛的文學作品及為不同宗教社群所使用，都是這語言分化的原因。阿拉姆語的方言只有部份能互相溝通。阿拉姆語有些分支現時以其他語言的名稱存在，例如敘利亞語。大多數阿拉姆語的方言都可以歸納為東部方言或西部方言，以幼發拉底河或河的西岸為分界線。阿拉姆語是一個包含很廣泛的語言家族，所以現今通行的阿拉姆語又被稱為「新阿拉姆語」，以資識別。至於已不再通行的阿拉姆語成員，可以按其通行年代劃分為「現代」、「中世代」及「古代」。

## 书写体系

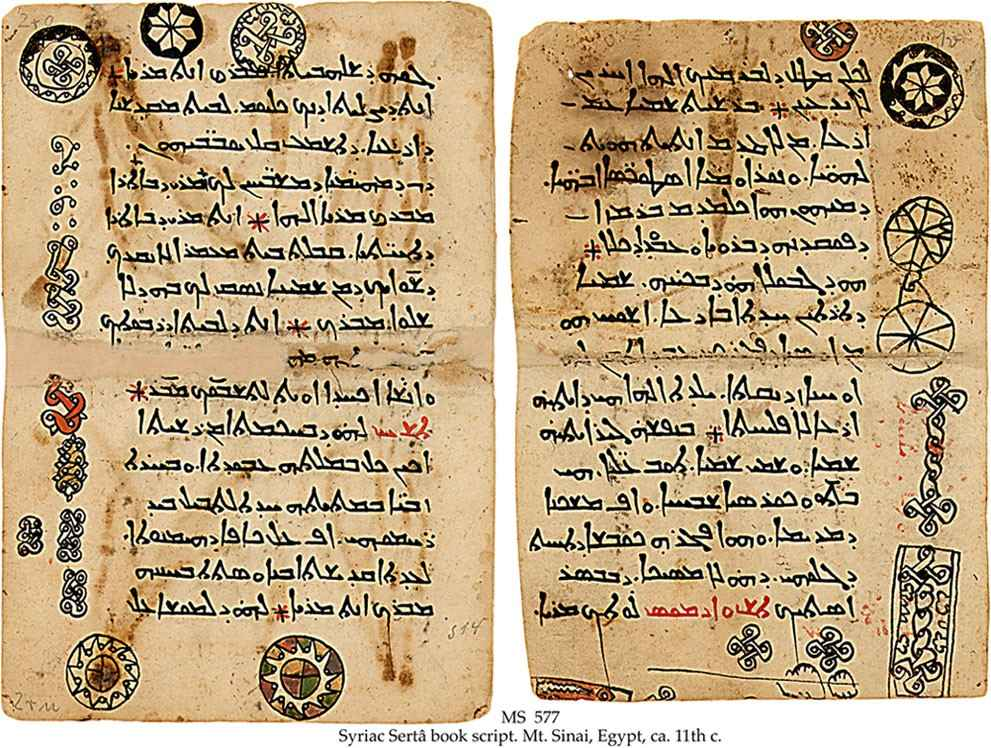
一本在11世紀以敘利亞字母書寫的書

阿拉姆語曾經用過兩種文字來書寫，而這兩種文字都有共同的源頭。現今描述的阿拉姆字母其實源自腓尼基字母。阿拉姆字母的獨特「方角」亦影響了希伯來字母的發展，使它從最初與腓尼基字母差不多的式樣發展至今日的樣貌；而另一方面，受了阿拉姆字母影響的希伯來字母亦成為了猶太人用來書寫阿拉姆語的工具，也就是新約聖經時代猶太人所通用的語言。
而基督徒社區亦從原有的阿拉姆字母發展出另一套草書體的字母，是為今日的敘利亞字母。另外還有一種從阿拉姆字母大幅修改過的字母，用於米底安語，是為米底安字母。
在古代中國的摩尼教社群，他們使用漢字作為阿拉姆語詩歌歌詞；而在現代，於敘利亞東北部及土耳其東部通行的圖羅尤語有時會採用一種改良過的拉丁字母來書寫。
除此以外，在古時有多個群體亦有從阿拉姆字母發展出各自的文字，例如：
1. 在納巴泰王國首都佩特拉通行的納巴泰字母；
2. 在巴尔米拉通行的巴尔米拉字母。

## 历史
下面是阿拉姆語完整的历史。这段历史被分成三个主要时期：
- 古代阿拉姆語（公元前1100年－公元200年），包括：
  - 希伯来圣经的圣经阿拉姆語（英语：Biblical Aramaic）
  - 耶稣阿拉姆語
  - 塔古姆的阿拉姆語
- 中世纪阿拉姆語（200年–1200年），包括：
  - 叙利亚语文学
  - 塔木德和米德拉什的阿拉姆語
- 现代阿拉姆語（1200年–至今），包括：
  - 各种各样的现代阿拉姆語

这种分类法源于克劳斯州长所用的分类法。*

### 古代阿拉姆語
古代阿拉姆語是一门经历了13个世纪发展历程的语言。经历如此漫长的时间间隔是因为它包括所有如今已经灭绝的阿拉姆語。古代阿拉姆語的主要转折点是在公元前500年，当古阿拉姆語（阿拉姆人用的语言）成为法定阿拉姆語（帝国的官方语言）的时候。当希腊语代替阿拉姆語成为当地的法定语言时，阿拉姆語已经发展成为多种多样的交谈方言。

#### 古阿拉姆語
古阿拉姆語是指从其起源到它成为新月沃地的正式“通用语”这一时期阿拉姆人的阿拉姆語。它是大马士革、哈马斯和阿尔帕德这几个城邦的语言。
从公元前10世纪起就有许多阿拉姆語的碑铭。这些碑铭是古代阿拉姆城邦的政治文书。这一时期的阿拉姆語正寫法似乎是基于腓尼基字母的，并且在书面语言中有统一的迹象。在东部阿拉姆地区，这一时期已经有了统一的正寫法、统一语言的趋势。特别的是，提格拉特帕拉沙尔三世统治下的亚述帝国在公元前8世纪征服阿拉姆地区，导致阿拉姆語成为官方语言。

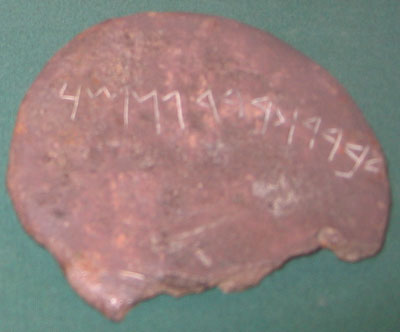
薩阿爾國王帕納穆之子巴爾-拉基布的銀錠

公元前7世纪起，该语言开始向四方广泛传播，但同时失去了自身的同质性。在美索不達米亞、巴比伦、黎凡特、埃及出现了不同的方言。不过，阿卡德语开始影响亚述的阿拉姆語，只有有影响了巴比伦等地区的语言。在圣经列王纪下第十八章26節中，犹大王希西家用阿拉姆語和亚述使臣交流，使得老百姓无法理解他们在说什么。大约公元前600年，迦南王安东曾用阿拉姆語给埃及法老写信。
迦勒底阿拉姆語是迦勒底人的新巴比倫王國的通用阿拉姆語，聖經部分章節是用這種語文寫成的。另外有現代語言的新迦勒底亞蘭語，須注意不要混淆。

#### 帝国阿拉姆語
公元前5世紀，阿契美尼德帝國的大流士一世把阿拉姆語訂立為帝國西部的官方語言。雖則在前巴比倫帝國管治的地方裡，當地官員早已在日常工作裡使用東阿拉姆語在各地的各種方言，但大流士的詔令使阿拉姆語處於一個堅固及統一的基礎上。
亞歷山大大帝的征服未使阿拉姆語言及文學立即被摧毀：直到公元後2世紀，在當地仍然可找到以阿拉姆語的文字紀錄，而且與公元前5世紀時所通行的沒有太大分別。

#### 晚期古东方阿拉姆語

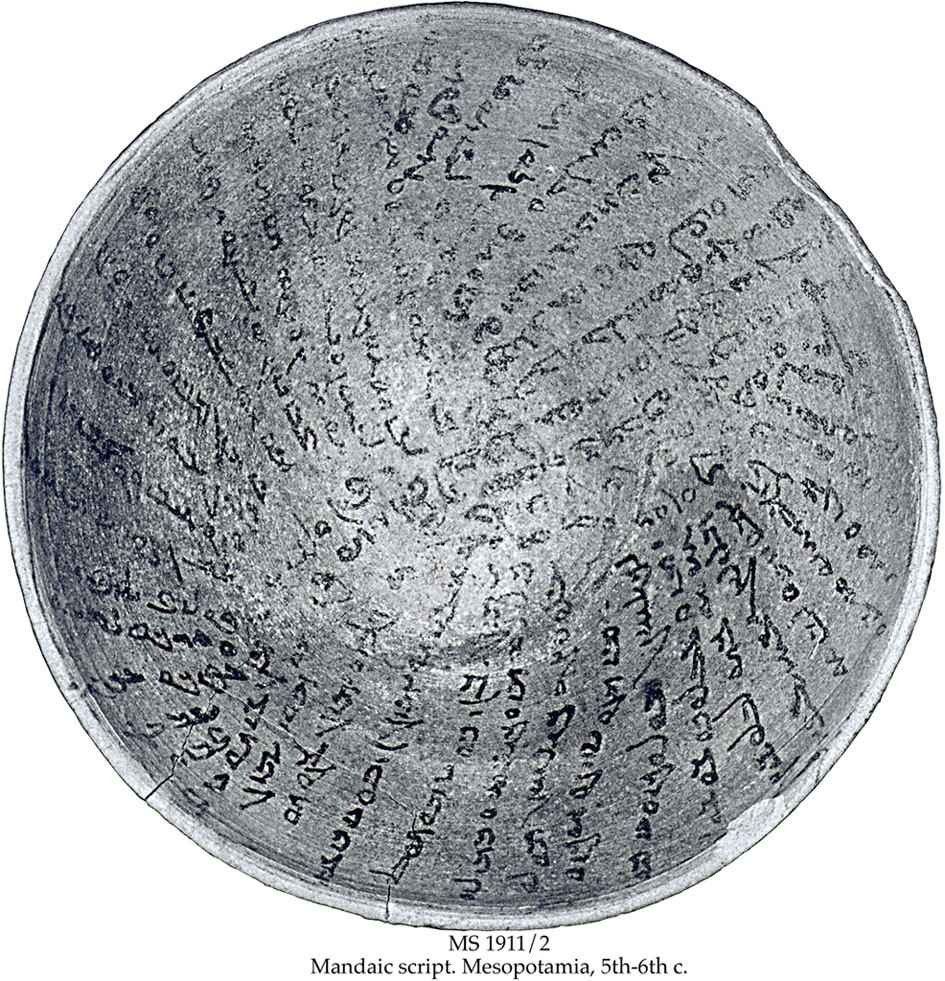
刻有曼達語的咒術盤

#### 中世纪叙利亚语

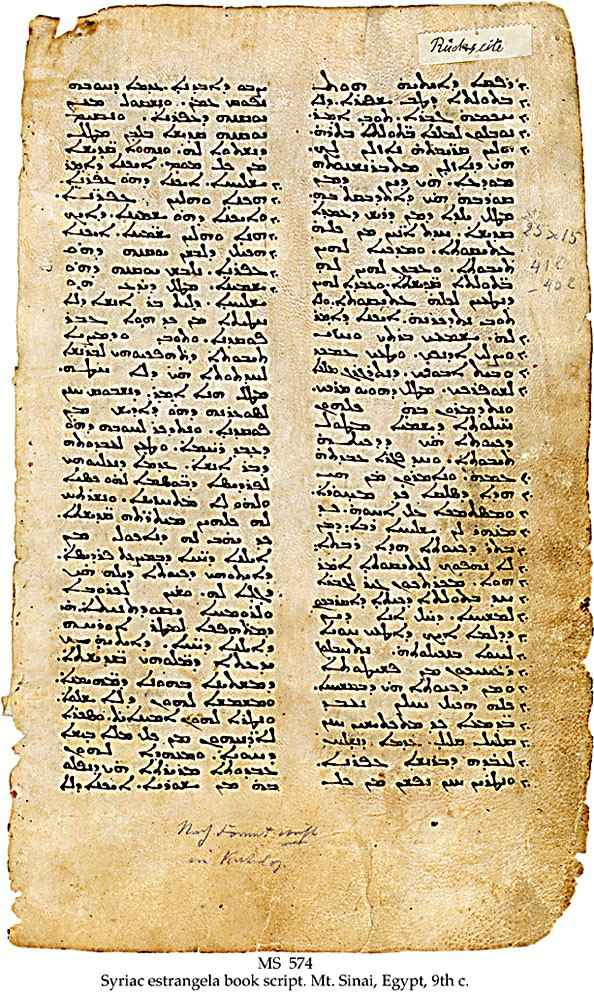
9世紀時的约翰一世之約翰福音講道敘利亞語敘利亞字母文稿

#### 犹太中世纪巴比伦阿拉姆語
中世纪犹太巴比伦语是塔木德（前7世纪成书）的书写语言。中世纪犹太巴比伦语还是巴比伦体系背后编纂希伯来意译圣经（塔庫姆譯本）的语言。

## 现代阿拉姆語

新阿拉姆語在中東的分布。

现代阿拉姆語又被称为新亚述语或新阿拉姆語。當代使用阿拉姆語的人大多為亞述人，並信仰叙利亚正教會、东方亚述教会、迦勒底天主教、叙利亚天主教或曼達安教。據估計當代說新阿拉姆語的人約在57.5萬至一百萬人之間。
美国有阿拉姆語电视台，而澳大利亚悉尼的民族电视台每週日都有两小时的阿拉姆語节目。而微軟Windows也由Windows XP开始支持阿拉姆語，并提供相关的字型。

### 现代东阿拉姆語

#### 现代东北部阿拉姆语
包括新叙利亚语（亚述新亚拉姆语和迦勒底新亚拉姆语）、犹太阿拉姆语（巴尔扎尼犹太阿拉姆语 、胡老拉語、貝塔努爾猶太新亞拉姆語、埃尔比勒犹太新阿拉姆语、李沙那德尼語、李山帝丹語）、波坦新亞拉姆語、赫特文語、库伊桑贾格叙利亚语、塞納亞語。

#### 现代中部阿拉姆语
现代中部阿拉姆语有两大个次方言图罗尤语和姆拉索语。

### 引用
1. ↑  .   [2016-02-22]. （原始内容存档于2016-03-08）.
2. ↑  .   [2016-02-22]. （原始内容存档于2016-03-30）.
3. ↑  Yutaka Yoshida. . Bulletin of the School of Oriental and African Studies (University of London). 1983, 46 (2): 326–331  [2008-03-22].
4. ↑  Assyrian Neo-Aramaic （页面存档备份，存于） by Ethnologue

## 参閲
背景
- 亞非語系
- 閃語族
- 亞蘭
- 阿拉姆人
- 曼達語（英语：Mandaic language）
- 咒術盤（英语：Incantation bowl）

书写体系
- 阿拉姆字母
- 希伯來字母
- 曼达字母
- 腓尼基字母
- 敘利亞字母

文学作品
- 《以斯拉記》
- 《但以理書》
- Targum
- 《米德拉什》
- 《塔木德》
- Peshitta
- 《聖以法蓮》（Ephrem the Syrian，又名敘利亞的以法蓮）